# Micadina fagi
Micadina fagi är en insektsart som beskrevs av Ichikawa och Okada 2008. Micadina fagi ingår i släktet Micadina och familjen Diapheromeridae. Inga underarter finns listade i Catalogue of Life.